# Nunatak Donald
Nunatak Donald är en nunatak i Antarktis. Den ligger i Västantarktis. Argentina, Chile och Storbritannien gör anspråk på området. Toppen på Nunatak Donald är 14 meter över havet.
Terrängen runt Nunatak Donald är platt söderut, men norrut är den kuperad. Trakten är obefolkad. Det finns inga samhällen i närheten.